# Alison La Placa
Alison La Placa (Newark, 16 dicembre 1959) è un'attrice statunitense.

## Filmografia parziale

### Cinema
- Rock Aliens (Voyage of the Rock Aliens), regia di James Fargo e Bob Giraldi (1984)
- Fletch - Un colpo da prima pagina (Fletch), regia di Michael Ritchie (1985)
- Roba da matti (Madhouse), regia di Tom Ropelewski (1990)

### Televisione
- Ritrovarsi (Listen to Your Heart) – film TV (1983)
- Una seconda opportunità (Second Serve) – film TV (1986)
- Duetto (Duet) – serie TV, 54 episodi (1987-1989)
- Open House – serie TV, 24 episodi (1989-1990)
- Stat – serie TV, 6 episodi (1991)
- The Jackie Thomas Show – serie TV, 18 episodi (1992-1993)
- Tom – serie TV, 12 episodi (1994)
- The John Larroquette Show – serie TV, 49 episodi (1994-1996)
- Friends – serie TV, 3 episodi (1997)
- Grey's Anatomy – serie TV, 2 episodi (2007)
- Til Death - Per tutta la vita ('Til Death) – serie TV, 3 episodi (2008-2010)

## Doppiatrici italiane
Nelle versioni in italiano delle opere in cui ha recitato, Alison La Placa è stata doppiata da:
- Isabella Pasanisi in Malcolm, The O.C.
- Pinella Dragani in Friends
- Cinzia De Carolis in Boston Legal